# Dème de Sámi
Le dème de Sámi, en grec moderne : Δήμος Σάμης / Dímos Sámis, est un dème de la périphérie des îles Ioniennes, situé sur l'île de Céphalonie, en Grèce. Il est créé, en 2019, par le programme Clisthène I, qui supprime le dème de Céphalonie.
Le dème comprend les anciennes municipalités (programme Kapodistrias) d'Érisos, Pýlaros et Sámi. Il compte, selon le recensement de 2011, 5 676 habitants.
Son siège est la ville de Sámi.